# 傑爾謝瓦尼夫西克
48°54′3″N 36°22′24″E / 48.90083°N 36.37333°E
赫尔塞瓦尼夫斯凯（乌克兰语：Герсеванівське）是位于乌克兰东部的村庄，由哈尔科夫州洛佐瓦区的洛佐瓦市镇负责管辖。该村始建于1927年，面积0.1平方公里，2001年人口为81人，人口密度为每平方公里778.9人。